# Leipoldtia
Leipoldtia is een geslacht uit de ijskruidfamilie (Aizoaceae). De soorten uit het geslacht komen voor van in Namibië tot in de Kaapprovincie in Zuid-Afrika.

## Soorten
- Leipoldtia alborosea (L.Bolus) H.E.K.Hartmann & Stüber
- Leipoldtia calandra (L.Bolus) L.Bolus
- Leipoldtia compacta L.Bolus
- Leipoldtia frutescens (L.Bolus) H.E.K.Hartmann
- Leipoldtia gigantea Klak
- Leipoldtia klaverensis L.Bolus
- Leipoldtia laxa L.Bolus
- Leipoldtia lunata H.E.K.Hartmann & S.Rust
- Leipoldtia nevillei Klak
- Leipoldtia rosea L.Bolus
- Leipoldtia schultzei (Schltr. & Diels) Friedrich
- Leipoldtia uniflora L.Bolus
- Leipoldtia weigangiana (Dinter) Dinter & Schwantes ex H.Jacobsen

... · 
Antimima · 
Argyroderma · 
Carpobrotus · 
Disphyma · 
Dorotheanthus · 
Gibbaeum · 
Lapidaria · 
Lithops · 
Mesembryanthemum · 
Sceletium · 
Tetragonia · 
...